# Nero Bali
Nero Bali è un singolo della cantante italiana Elodie, in collaborazione con il cantante italiano Michele Bravi e il rapper italiano Gué Pequeno, pubblicato il 18 maggio 2018 come primo estratto dal terzo album in studio di Elodie This Is Elodie.

## Descrizione
Il brano ha visto la cantante collaborare vocalmente con Michele Bravi e Gué Pequeno, quest'ultimo anche autore del brano con Mahmood, Dardust e Mace. Riguardo alla scelta di coinvolgere i due artisti Elodie ha spiegato:

## Video musicale
Il video, diretto da Enea Colombi, è stato reso disponibile nello stesso giorno di uscita del singolo, attraverso il canale YouTube di Elodie.

## Tracce
Testi e musiche di Dario Faini, Alessandro Mahmoud, Simone Benussi e Gué Pequeno.
1. Nero Bali – 3:03

## Classifiche

### Classifiche settimanali
| Classifica (2018) | Posizione massima |
| ----------------- | ----------------- |
| Italia            | 10                |

### Classifiche di fine anno
| Classifica (2018) | Posizione |
| ----------------- | --------- |
| Italia            | 47        |